# Carl Crome
Friedrich Theodor Carl Crome, född 12 juli 1859 i Düsseldorf, död 9 juni 1931 i Bonn, var en tysk rättslärd.
Crome studerade juridik i Bonn och Leipzig hos bland andra Bernhard Windscheid och Adolf Wach. Efter assessorsexamen (1886) inledde han en domarkarriär. År 1892 blev han privatdocent vid Marburgs universitet, 1895 extra ordinarie professor vid Berlins universitet och var 1899–1923 ordinarie professor vid Bonns universitet. Han är mest känd för sina arbeten Handbuch des französischen Zivilrechts (fyra band, åttonde upplagan 1894–1895), samt System des deutsche bürgerlichen Rechts (fem band, 1900–1912).